# الناضور (أولاد علي الدهيرات)
الناضور هو دُوَّار يقع بجماعة بني شكدال، إقليم الفقيه بن صالح، جهة بني ملال خنيفرة في المملكة المغربية. ينتمي الدوّار لمشيخة أولاد علي الدهيرات التي تضم 7 دواوير. يقدر عدد سكانه بـ 295 نسمة حسب الإحصاء الرسمي للسكان والسكنى لسنة 2004.

## روابط خارجية
- البوابة الوطنية للجماعات الترابية
- المندوبية السامية للتخطيط